# Xylocopa duala
Xylocopa duala là một loài Hymenoptera trong họ Apidae. Loài này được Strand mô tả khoa học năm 1921.